# Mario Pretto
Mario Pretto (Schio, 7 de outubro de 1915 — 2 de abril de 1984) foi um futebolista e treinador de futebol italiano. Ele dirigiu a Bolívia na Copa do Mundo de 1950, sediada no Brasil, na qual seus comandados terminaram na 12ª colocação dentre os treze participantes .